# Аймаки (народ)
Аймаки́ (чараймаки, чор-аймак — чотири племені) — войовничі іранізовані племена: джемшиди, фірузкухи, теймени і теймури, — які живуть у північно-західному Афганістані та північно-східному Ірані. Це племена різного походження, разом їх об'єднує мова, релігія та спосіб життя. Мова — таджицька. За релігією аймаки — мусульмани (здебільшого суніти). Заняття — скотарство і землеробство (переважно богарне). Ще в середині 20-го століття вели кочовий чи напівкочовий спосіб життя.
Загальна назва племен гібридна: چار‌ [ʧɒr] мовою дарі означає «чотири», а тюркське слово [ɑymɑq] походить від монгольського аймаг, що означає «плем'я». Чотири основні племінні угрупування чараймаків поділяються далі на племена та роди. До чараймаків часто зараховують ще п'яте плем'я зурі.
Загалом в етногенезі чараймацьких племен брали участь як місцеві таджики (народ іранської групи), так і монголи та тюрки, що прийшли зі сходу. Монгольський вплив виявляється як у мові, так й у фізичному типі представників різних племен. Теймури, народ іранського походження, живе в провінції Герат. Джемшиди також мають іранське походження, інші — мішане тюрко-іранське.
Загальна чисельність — 1,6 млн. Області проживання — гірські або передгірські пустелі в афганській провінції Гор та степи із солоними озерами біля ірано-афганського кордону. Багато представників цього народу досі живуть в тимчасових юртах і перекочовують, створюючи тимчасові поселення. Афганські аймаки в більшості своїй сповідують сунітський іслам, в той час як іранські — шиїтський.
Діалекти аймаків характеризуються як такі, що належать до персько-таджицького континууму. В Афганістані вони офіційно вважаються говірками дарі, а в перепису чараймаків вказують як таджиків.